# Saint-Quentin-sur-le-Homme
Saint-Quentin-sur-le-Homme is een gemeente in het Franse departement Manche (regio Normandië). De plaats maakt deel uit van het arrondissement Avranches. Saint-Quentin-sur-le-Homme telde op 1 januari 2022 1.340 inwoners.

## Geografie
De oppervlakte van Saint-Quentin-sur-le-Homme bedroeg op 1 januari 2022 16,84 vierkante kilometer; de bevolkingsdichtheid was toen 79,6 inwoners per km².

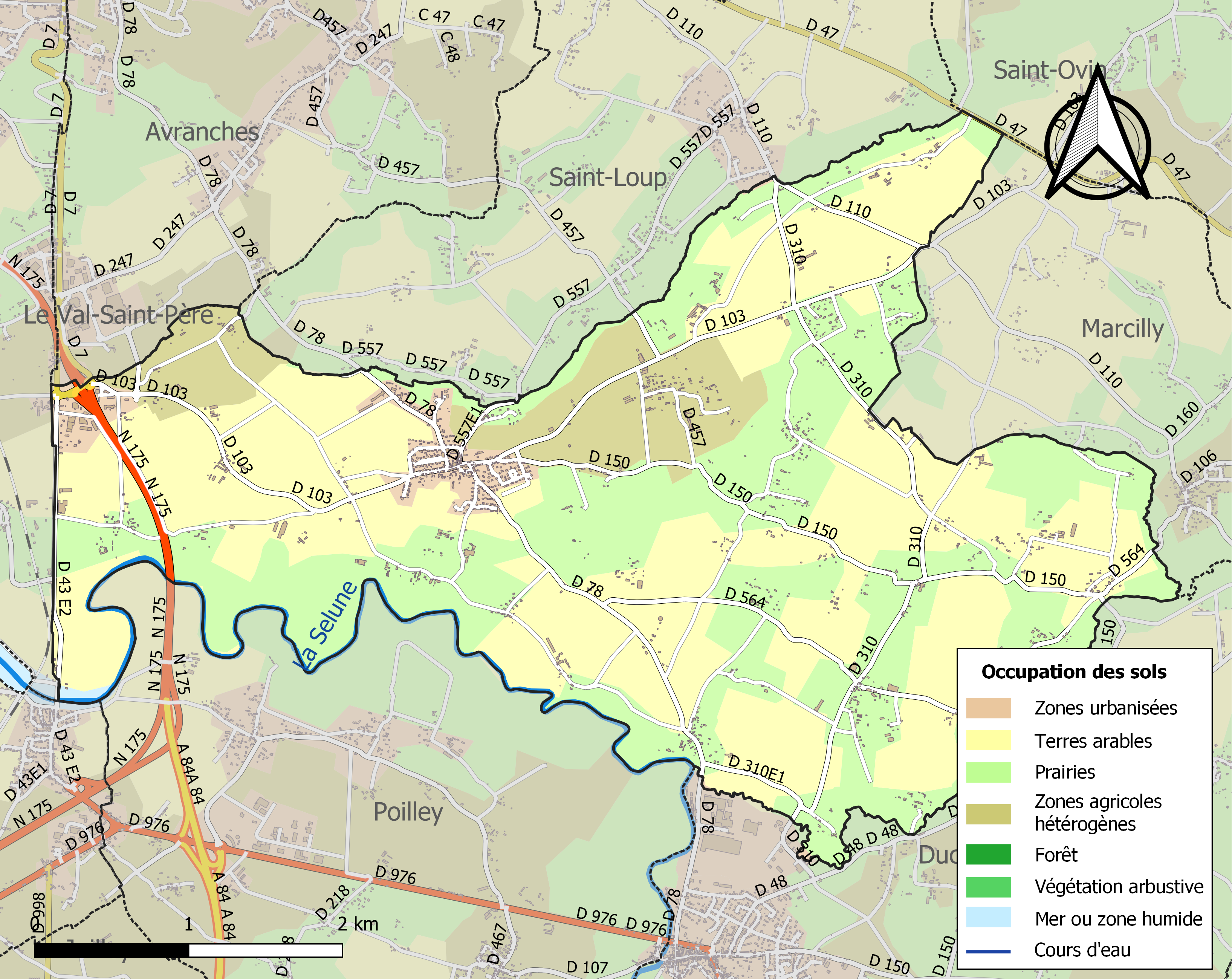
Kaart van de gemeente met de belangrijkste infrastructuur, bodemgebruik en omliggende gemeenten

## Demografie
Onderstaande figuur toont het verloop van het inwonertal (bron: INSEE-tellingen).